# Ŕ
Cette page contient des caractères spéciaux ou non latins. S’ils s’affichent mal (▯, ?, etc.), consultez la page d’aide Unicode.
Ŕ (minuscule : ŕ), appelé R accent aigu, est une lettre additionnelle latine, utilisée en slovaque ainsi qu’en bas-sorabe et dans l’alphabet basque de Sabino Arana.
Il s’agit de la lettre R diacritée d’un accent aigu.

## Utilisation
En slovaque, Ŕ sert à représenter le son [r̩ː] (soit un r syllabique long). C’est une lettre assez rare ; on la trouve dans des mots tels que vŕba (« saule »)  ou tŕň (« épine »).

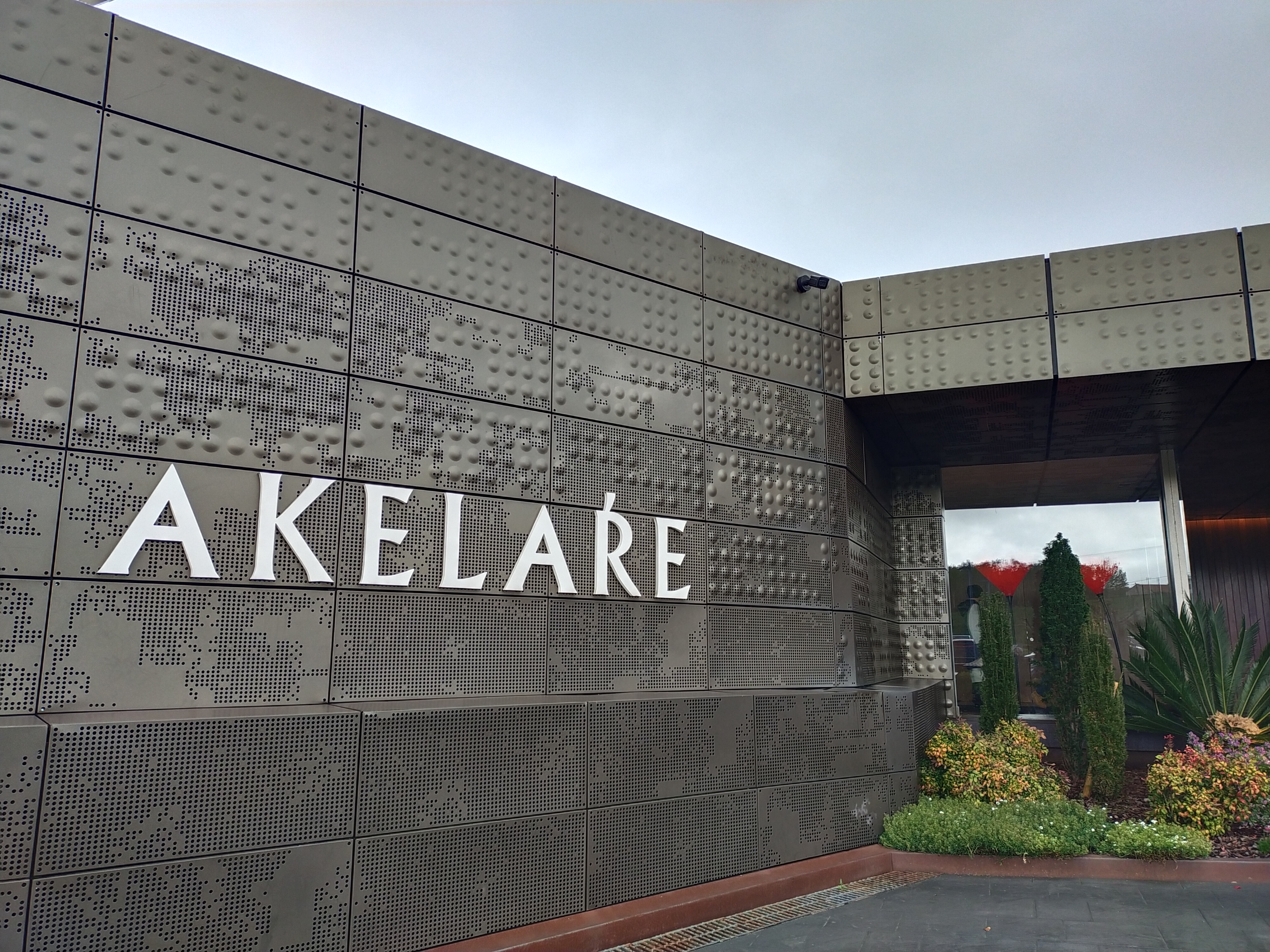
Nom du restaurant basque Akelaŕe à Saint-Sébastien en Espagne.

## Représentations informatiques
Le R accent aigu peut être représenté avec les caractères Unicode suivants :
- précomposé (latin étendu A) :

| forme     | représentation | chaîne de caractères | point de code | description                           |
| --------- | -------------- | -------------------- | ------------- | ------------------------------------- |
| capitale  | Ŕ              | Ŕ                    | U+0154        | lettre majuscule latine r accent aigu |
| minuscule | ŕ              | ŕ                    | U+0155        | lettre minuscule latine r accent aigu |

- décomposé (latin de base, diacritiques) :

| forme     | représentation | chaîne de caractères | point de code | description                                       |
| --------- | -------------- | -------------------- | ------------- | ------------------------------------------------- |
| capitale  | Ŕ              | R◌́                   | U+0052 U+0301 | lettre majuscule latine r diacritique accent aigu |
| minuscule | ŕ              | r◌́                   | U+0072 U+0301 | lettre minuscule latine r diacritique accent aigu |

Des anciens codages informatiques permettent aussi de représenter le R accent aigu, ISO/CEI 8859-2 :
- capitale Ŕ : C0
- minuscule ŕ : E0